# Nova Canção
Nova Canção é o terceiro álbum de estúdio do Grupo Elo, lançado em 1980.
O último disco lançado pela banda antes de sua dissolução, demonstra um direcionamento musical diferente dos anteriores, com um distanciamento cada vez mais sutil da música popular brasileira e tendendo para outros gêneros, como o pop rock e country. O disco contém mais solos de guitarra e maior presença de teclado. No mesmo ano, o vocalista Jayrinho lançou seu primeiro e único disco solo, Um Dia. O músico morreria no ano seguinte, vítima de um acidente automobilístico.
Em 2019, foi eleito o 7º melhor álbum da década de 1980 em lista publicada pelo portal Super Gospel.

## Faixas
| Lado A |                  |                        |         |  |
| N.º    | Título           | Compositor(es)         | Duração |  |
| 1.     | "Creio Sim"      | Grupo Elo              | 4:02    |  |
| 2.     | "Tudo Novo"      | Paulo Cezar da Silva   | 4:32    |  |
| 3.     | "Não me Deixará" | Oscar Valdéz           | 3:43    |  |
| 4.     | "Quer Seguir"    | Jayro Trench Gonçalves | 4:02    |  |
| 5.     | "Existe Alguém"  | Paulo Cezar da Silva   | 3:56    |  |

| Lado B |                     |                        |         |  |
| N.º    | Título              | Compositor(es)         | Duração |  |
| 1.     | "Como Vento"        | Paulo Cezar da Silva   | 5:00    |  |
| 2.     | "Conheço a Jesus"   | Oscar Valdéz           | 2:37    |  |
| 3.     | "Viagem"            | Jayro Trench Gonçalves | 4:44    |  |
| 4.     | "Por Isso eu Canto" | Oscar Valdéz           | 4:20    |  |
| 5.     | "Graça de Cristo"   | Paulo Cezar da Silva   | 5:26    |  |

| Críticas profissionais | Críticas profissionais |
| Avaliações da crítica  | Avaliações da crítica  |
| Fonte                  | Avaliação              |
| ---------------------- | ---------------------- |
| O Propagador           | [ 5 ]                  |

## Ficha Técnica
- Vocais, Piano e Teclado: Jayrinho
- Vocal, Violão e Arranjos: Paulo Cezar
- Vocal e Guitarra: Oscar Valdéz
- Baixo e Vocal de Apoio: Beto Moraes
- Guitarra, Violão e Vocal de Apoio: Reginaldo Santos
- Bateria: Tim J. Schlener